# رودني بليز
رودني بلايز (بالهولندية: Rodney Blaze)‏ هو مغني هولندي، ولد في 14 يونيو 1973 في روتردام في هولندا.

## الحياة المهنية
ينحدر رودني بلايز من عائلة من الفنانين، هاجرت والدته إلى الإمارات العربية المتحدة حيث أصبحت راقصة محترفة، وكان والد رودني بو فرايزر مغنيًا لعدة عقود. بعد سنوات من التحضير، تقدمت بلايز كمغنية في فرقة محلية. في وقت لاحق، اتصل به عازف الجيتار Block Busters Hans van den Heuvel ، من أجل مشروع يسمى Fatal Attraction. من هنا نشأ ألبوم "Wonderland". في عام 1995، أصبح Blaze الرجل الأول في فرقة Crazy Sensational Glitter Glam Rock The Block Busters ، والتي لعب معها في هولندا وبلجيكا وألمانيا. لقد شاركوا المسرح مع Sweet و Mud و Slade ، من بين آخرين، وكانوا جزءًا لا يتجزأ من 70's Roadshow ، الذي يضم Top Pop-host Ad Visser. في عام 2005، طلب عازف متعدد الآلات، أرجين أنتوني لوكاسين، من رودني بليز العمل على نسخة محدثة من ألبومه الأول «التجربة النهائية». كما تعاون رودني وآريين أيضًا في ألبوم Ayreon اللاحق "Timeline" والألبوم الثاني لـ Star One "Victims of the Modern Age". في عام 2005، أصبح Blaze عضوًا في فرقة Xenobia ، وأصدر معها أغنية Burn It Away. كان أداء Xenobia بمثابة دعم لفرق مثل After Forever و Stream of Passion. لا يزال Blaze نشطًا في The Block Busters و Blaze Of Darkness (التي تطورت من Xenobia) و Monsters of Pop ، والتي تتكون من A. Borgman و L. v. Gerven (كلاهما سابقًا بعد إلى الأبد) و E. Stout (سابقًا للانتقام). من خلال هذا التشكيل، شارك رودني بلايز المسرح مع، من بين آخرين، دورو بيش والدكتور فيليجود وأدى في مهرجان Paaspop في Schijndel في عام 2010.

## وصلات خارجية
- الموقع الرسمي